# Prater-Morefield Tunnel
Le Prater-Morefield Tunnel est un tunnel routier américain dans le comté de Montezuma, au Colorado. Construit en 1957 au sein du parc national de Mesa Verde, cet ouvrage d'art long de 450 m relie le canyon Prater à l'ouest au canyon Morefield à l'est.